# PGP-RTS
PGP-RTS（セルビア語:Produkcija Gramofonskih Ploča Radio-Televizije Srbije）は、セルビア・ベオグラードに拠点を置く大手レコード会社である。ユーゴスラビア社会主義連邦共和国時代の1958年に設立されたPGP-RTBの後継企業であり、ユーゴスラビア崩壊が進む中でベオグラード・ラジオ・テレビがセルビア国営放送に改組され、その音楽部門であったPGP-RTBはPGP-RTSとなった。